# 弦楽四重奏曲第21番 (モーツァルト)

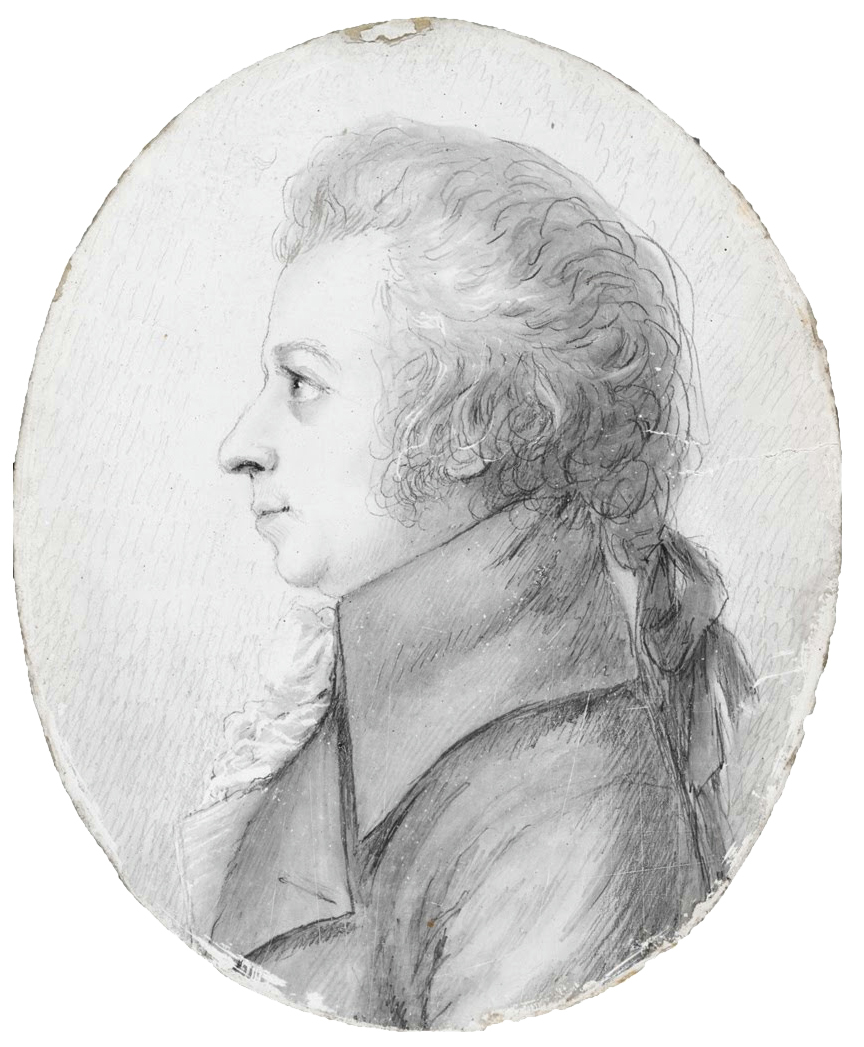
ドーラ・シュトックによるモーツァルトの肖像画（1789年）

弦楽四重奏曲第21番 ニ長調 K. 575 は、ヴォルフガング・アマデウス・モーツァルトが1789年に作曲した弦楽四重奏曲。全3曲からなる『プロシャ王セット』のうちの1曲目であり、『プロシャ王第1番』とも呼ばれている。

## 概要
モーツァルト自身による作品目録によれば、1789年の6月4日にウィーンで完成したと記されている。1786年に第20番『ホフマイスター』（K. 499）を書いた後、モーツァルトはしばらくの間、このジャンルに取り組まなかった。1789年の4月の2か月間、パトロンの一人だったカール・アロイス・フォン・リヒノフスキー侯爵と一緒にドイツ旅行をした際、ベルリン宮廷においてプロイセン（プロシャ）王妃フリーデリケの前で御前演奏を行い、国王フリードリヒ・ヴィルヘルム2世より6曲の弦楽四重奏曲と、王女フリーデリケ・シャルロッテのために6曲のピアノソナタの作曲を依頼された、とされている。しかし、プロイセン側の公式記録や当時の手紙や新聞などにはモーツァルトの上記の作曲に関する記述は一切発見されておらず、メイナード・ソロモンはモーツァルトの主張を疑問視している。
モーツァルトはウィーンに戻って早々に本作を書き上げ、次の作品にも取りかかるが一時中断し、そのまま約1年の歳月が流れた。翌1790年、この仕事に再び取りかかるものの、結局2つの作品（第22番（K. 589）と第23番（K.590））を完成させただけで、（注文の）6曲に至ることはなかった。これらの3曲は妻コンスタンツェの湯治の費用工面のためアルタリア社に二束三文で売らざるを得なくなった。結局、楽譜はモーツァルトの死の直後、1791年12月28日にアルタリア社から出版され、のちに『プロシャ王セット』と呼ばれるようになった（ただし、初版に献呈の辞はなかった）。
このように、『プロシャ王セット』は作曲の経緯など多くがいまだ謎に包まれている。

## 構成
全4楽章構成で、演奏時間は約23分。曲は全体にチェロを配慮している点が大きな特徴となっている。
- 第1楽章 アレグレット
ニ長調、2分の2拍子（アラ・ブレーヴェ）、ソナタ形式。
お使いのブラウザーでは、音声再生がサポートされていません。音声ファイルをダウンロードをお試しください。
冒頭主題は、初期の弦楽四重奏曲である第2番（K. 155）との類似が指摘されるほどシンプルである。
- 第2楽章 アンダンテ
イ長調、4分の3拍子、二部形式。
お使いのブラウザーでは、音声再生がサポートされていません。音声ファイルをダウンロードをお試しください。
モーツァルトがかつて作曲した歌曲『すみれ』（K. 476）を想起させる旋律を使用していることで知られている。モーツァルトの晩年独自の平穏さを感じさせる楽章である。
- 第3楽章 メヌエット：アレグレット - トリオ
ニ長調、4分の3拍子。
お使いのブラウザーでは、音声再生がサポートされていません。音声ファイルをダウンロードをお試しください。
お使いのブラウザーでは、音声再生がサポートされていません。音声ファイルをダウンロードをお試しください。
明るく快活な楽章。
- 第4楽章 アレグレット
ニ長調、2分の2拍子（アラ・ブレーヴェ）、ロンド形式。
お使いのブラウザーでは、音声再生がサポートされていません。音声ファイルをダウンロードをお試しください。
かなり変形された自由なロンド形式で書かれている。